# جارس (إقليم فرنسي)
غيرز (بالفرنسية: Gers)‏: هو إقليم فرنسي تابع لمنطقة ميدي بيرينه . بلغ عدد سكانه 192,437 نسمة عام 2021.

تعليق

تعليق

## معرض صور

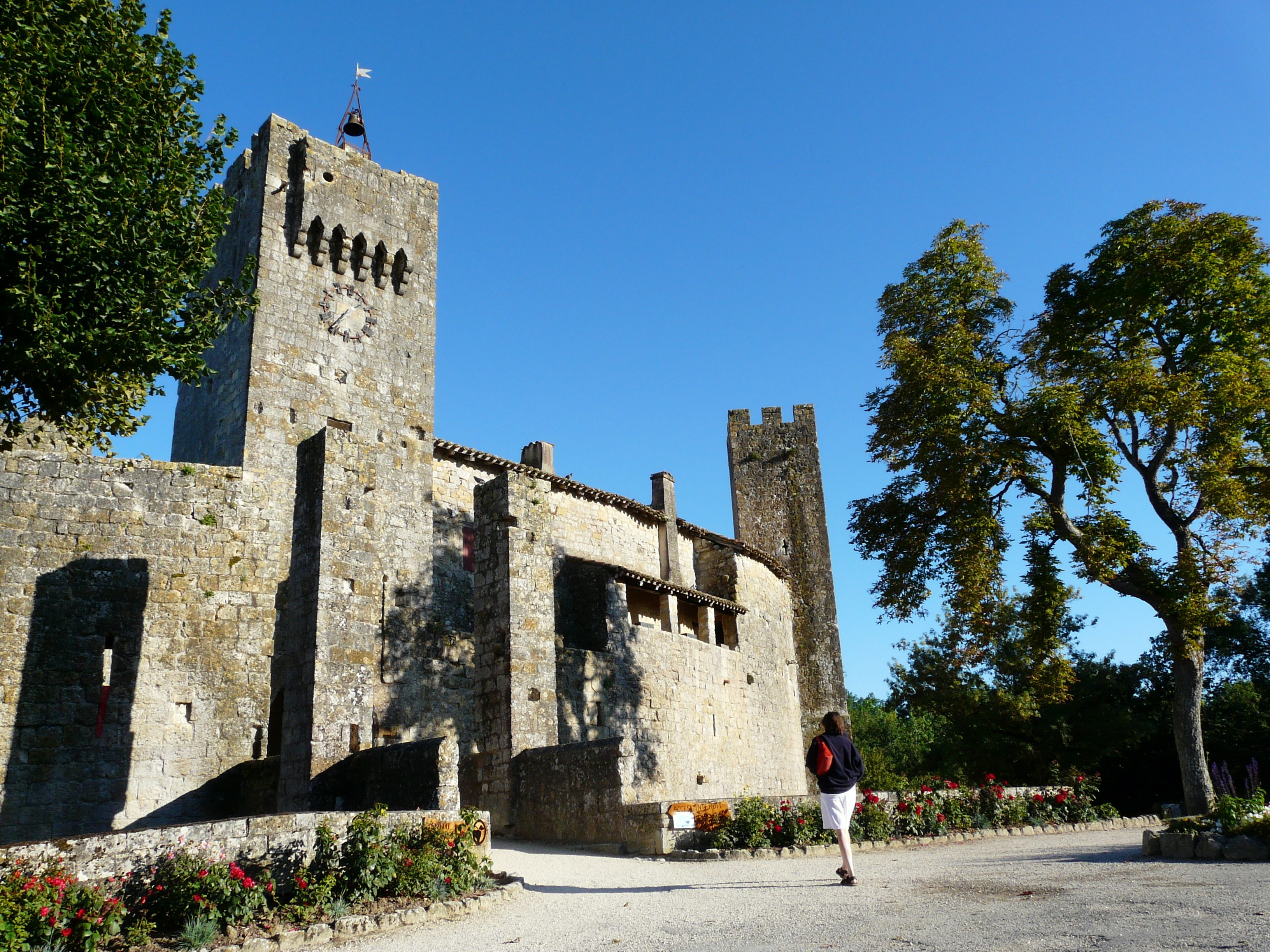
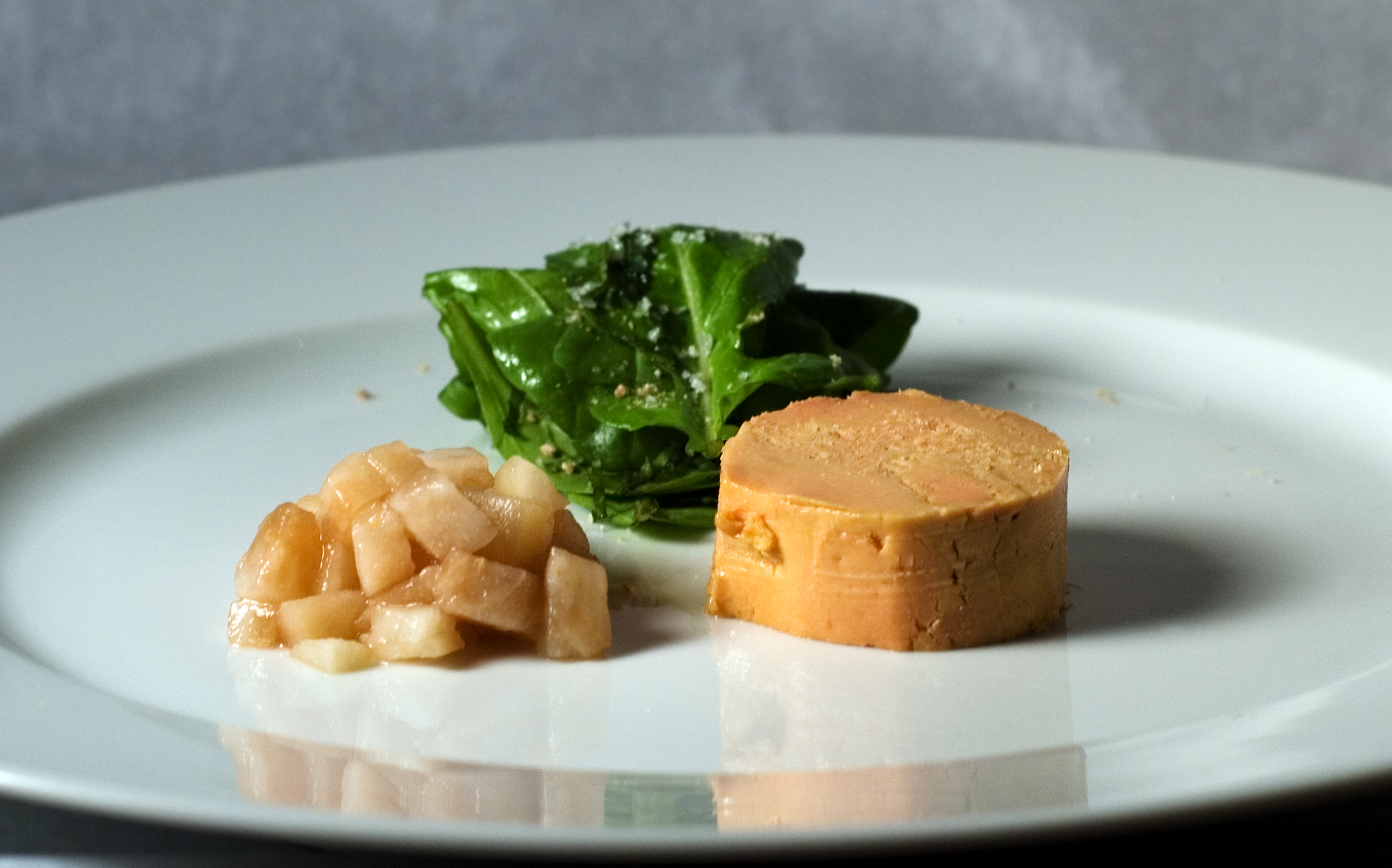
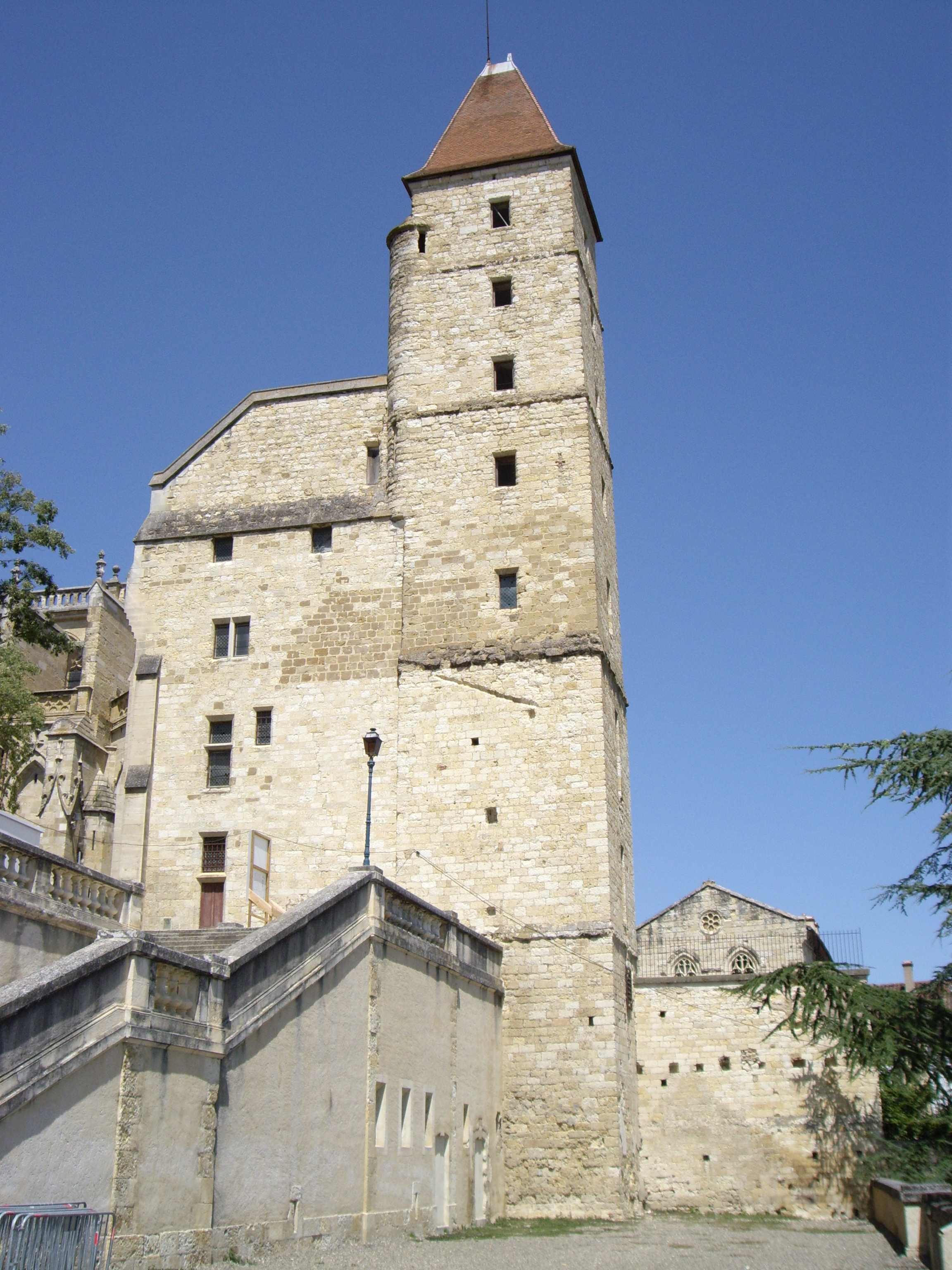
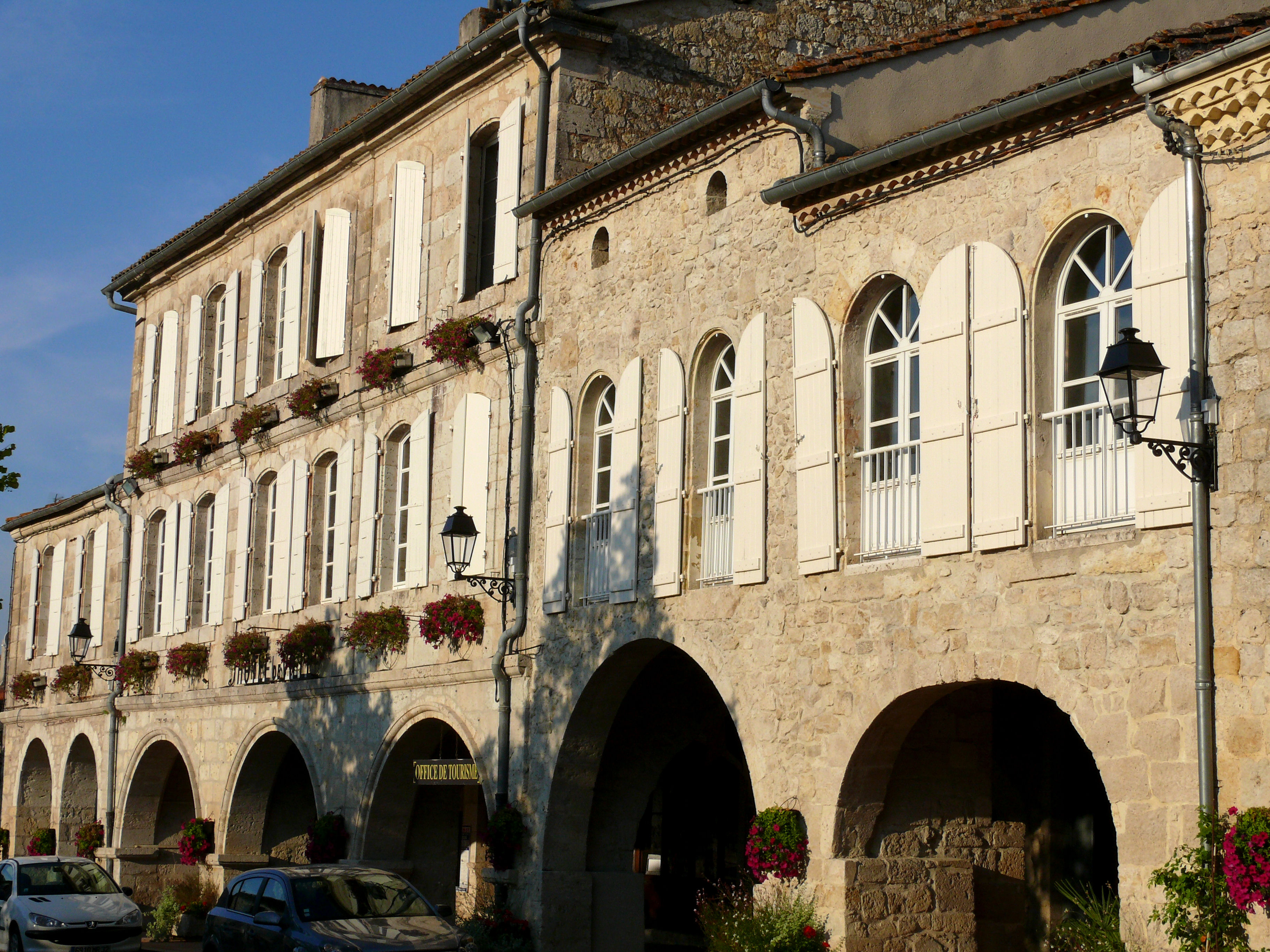
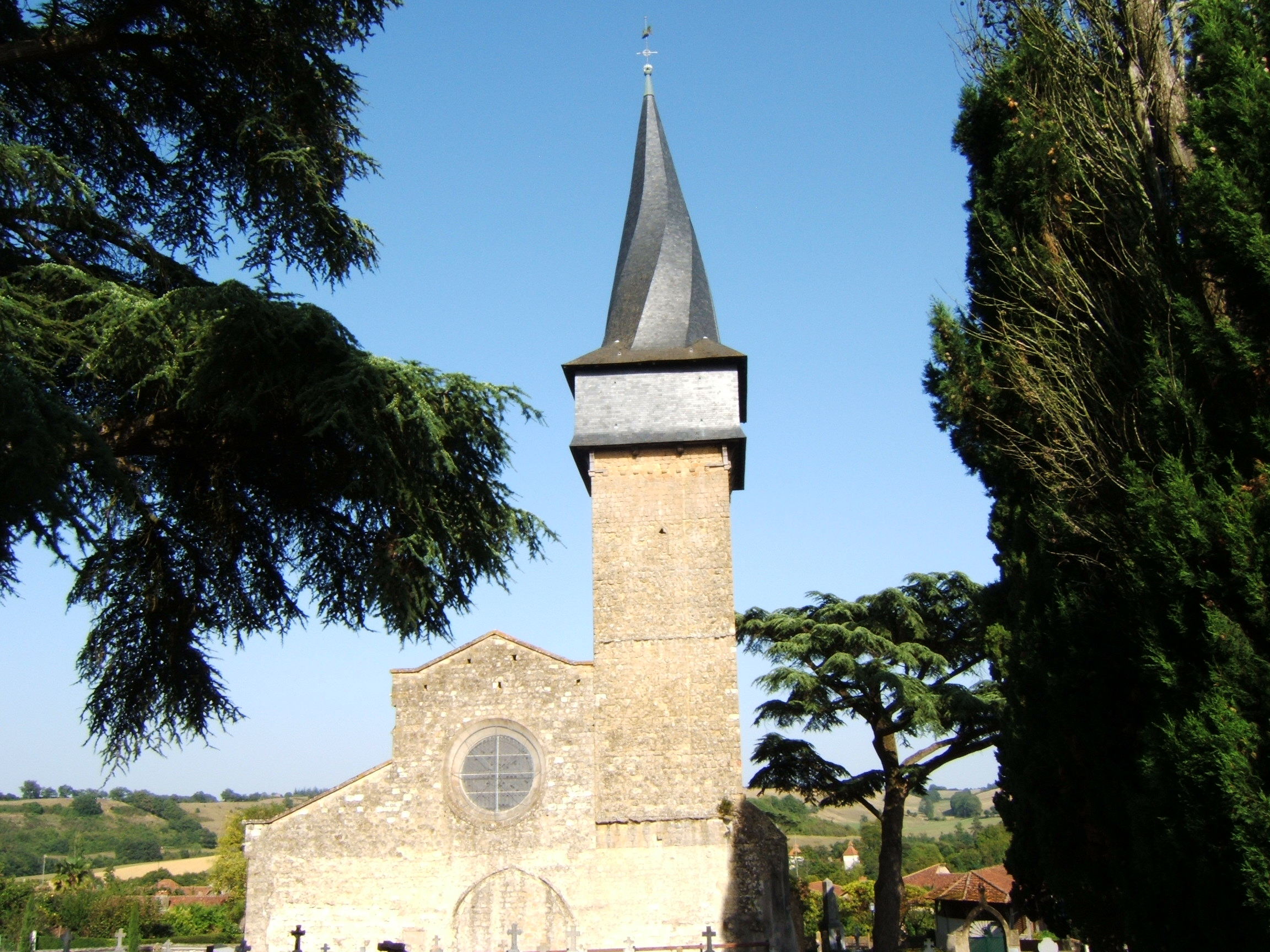
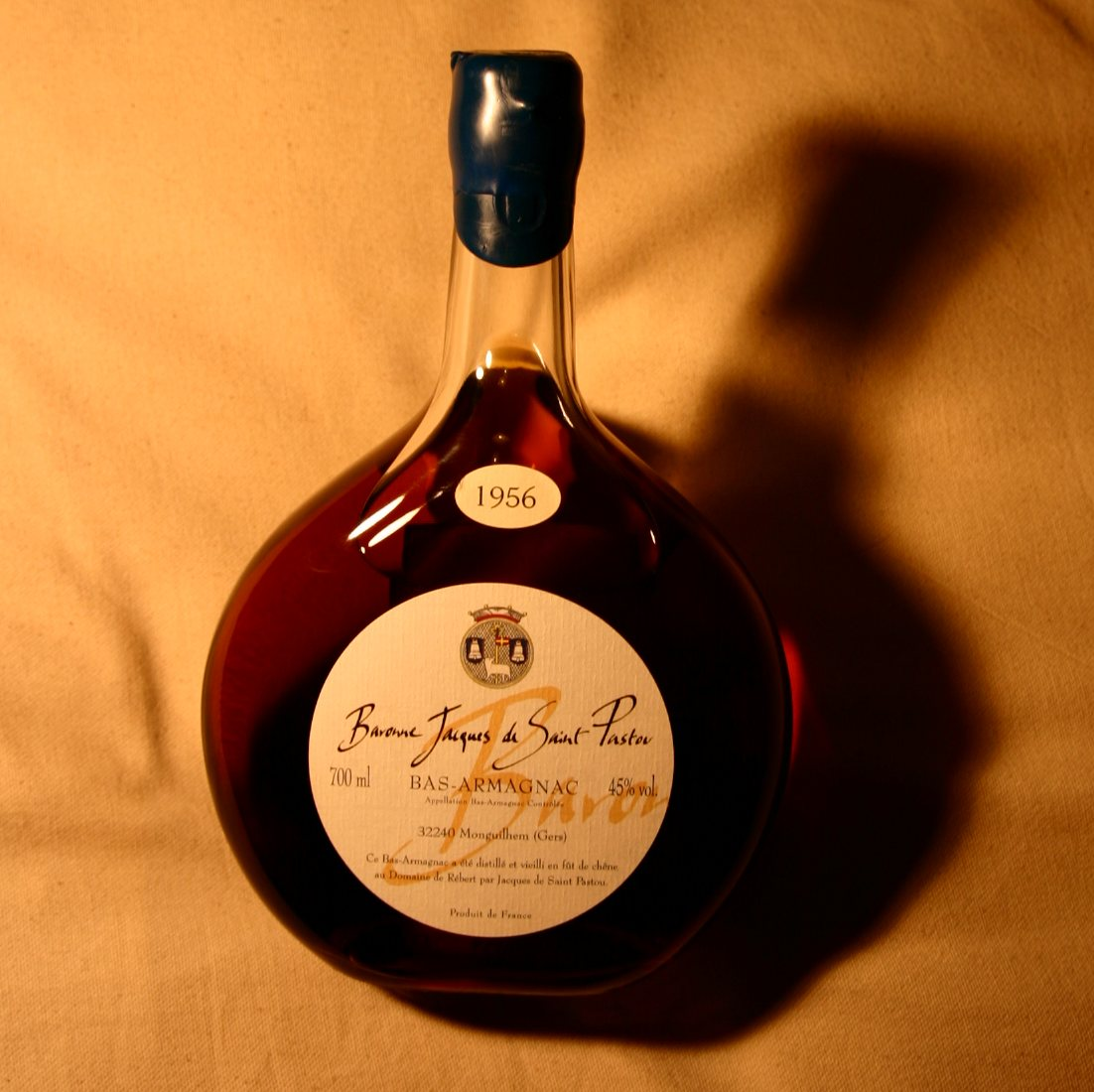